# 藤川俊介
藤川 俊介（ふじかわ しゅんすけ、1987年8月17日 - ）は、福岡県嘉穂郡桂川町出身の元プロ野球選手（外野手）、プロ野球コーチ。右投右打。
プロ野球選手としては、日本プロ野球（NPB）の阪神タイガースに12年間在籍。入団2年目の2011年から、2021年に現役を引退するまで、名前だけの「俊介」を登録名に使用していた。2025年シーズンより阪神の二軍野手コーチに就任した際も、「俊介」を登録名に使用している。

## 来歴

### プロ入り前
福岡県の桂川町立桂川小学校1年時に、「桂川スターキッズ」で軟式野球を始める。桂川中学校在学中には、硬式野球の「西日本スコーピオンズ」に所属していた。
中学校からの卒業を機に、広島市にある広陵高校へ進学。チームは入学の直後に第75回選抜高等学校野球大会で優勝していたが、1年時（2003年）の夏には、選手権広島大会で「4番・一塁手」に起用。広島大会での優勝を経て全国大会に出場したが、2回戦で岩国高校に敗れた。2年時（2004年）の春には、中堅手兼投手として第76回選抜高等学校野球大会に出場したが、1回戦で東邦高校の前に敗退。しかし、在学中には対外試合で通算25本塁打を放った。なお、2学年先輩に白濱裕太・西村健太朗、1学年先輩に上本博紀、1学年後輩に吉川光夫、2学年後輩に野村祐輔・土生翔平・小林誠司がいる。
高校からの卒業後に近畿大学へ進学すると、1年時からレギュラーの座を確保。関西学生リーグでは、1年秋・3年春・4年春・4年秋に外野手、2年春に三塁手としてベストナインに選ばれた。さらに、3年の春季リーグ戦には、MVPを受賞している。在学中には、リーグ戦で通算77試合に出場。打率.330（288打数95安打）、7本塁打、45打点、26盗塁という成績を残した。近大の同期生に荒木貴裕が、2学年先輩に小瀬浩之と山本哲哉がいる。
大学4年時の2009年には、NPBドラフト会議の前に社会人野球の東邦ガスから採用の内定を得た。「ドラフト会議でどの球団からも3位以内に指名されなければ入社する」という条件での内定であったため、大学側ではその旨をNPBの全12球団に通知。しかし、実際の会議では、阪神タイガースから5位で指名された。上記の事情が編成部門のトップにまで伝わっていない状況での指名だったが、藤川本人は突然の指名に困惑。指名を受けた直後には、体重が5kg減るほどの心労に見舞われた。大学や阪神球団の関係者も交えて話し合いを重ねた結果、12月9日に東邦ガスから阪神への入団を正式に認められたため、契約金6000万円、年俸1000万円（金額は推定）という条件で入団が決まった。入団当時の背番号は7で、12月14日には、同期入団の選手たちから1週間遅れて単独で入団会見に臨んだ。その際には、当時の坂井信也オーナーから「迷惑をかけてしまって申し訳ない」という謝罪を受けた。

### プロ入り後
2010年には、「実戦向きの選手」という首脳陣からの評価を背景に開幕一軍入り。横浜ベイスターズとの開幕戦（3月26日・京セラドーム大阪）9回表から右翼手として公式戦デビューを果たすと、5月2日の対読売ジャイアンツ戦（阪神甲子園球場）でプロ初安打（三塁打）、自身の23歳の誕生日であった8月17日の対横浜戦（長野オリンピックスタジアム）で山口俊からプロ初本塁打を放った。シーズン中盤以降は、スタメンでの起用も増加。結局、シーズンを通して出場選手登録を外れることなく、一軍公式戦124試合に出場した。オフに、登録名を「俊介」に変更した。
2011年には、広島東洋カープとの開幕戦（4月12日・甲子園）からスタメンに起用。同月15日の対中日ドラゴンズ戦（ナゴヤドーム）では、4回表の第2打席でシーズン第1号本塁打を放った。8回表の第4打席でも二死から出塁したが、当時1766試合連続で公式戦に出場していた代打・金本知憲の打席中に、一塁からの盗塁に失敗。金本の打席が完了しないまま阪神の攻撃が終了したばかりか、首脳陣が8回裏から金本の打順に投手の小林宏を入れたため、公認野球規則10・23(c)の適用によってNPBの公式戦における金本の連続試合出場記録が衣笠祥雄の2215に次ぐ歴代2位（当時）で途切れた。さらに、序盤戦でチームの上位にあった打率が徐々に下降。6月29日には、プロ入り後初めて出場選手登録を抹消された。再登録後は、自身と同じ外野手・柴田講平の台頭などで、スタメン起用の機会が大幅に減少。2年連続で公式戦100試合以上に出場したものの、後半戦は代走や守備固めでの出場が多くを占めた。
2012年には、打率が2割を切るほどの深刻な打撃不振に陥ったことから、一時二軍で調整。一軍公式戦には、主に代走・守備要員として82試合に出場した。シーズン終了後には、西岡剛の入団に伴って背番号を変更。当初の球団発表では40に変更する予定だったが、「（支配下登録選手用に）空いている背番号で最も大きな番号をあえて付けたい」という自身の希望で68に決まった。
2013年には、柴田や大和などの外野手が相次いで一軍の戦線を離脱したことを背景に、公式戦119試合に出場。打席数、安打、打率、盗塁、出塁率、OPSなど、多くの打撃指標でプロ入り後自己最高の成績を残した。
2014年には、主に代走・守備要員として、公式戦87試合に出場。前年から一転して打撃が低迷したが、8月12日の対巨人戦（東京ドーム）では、杉内俊哉から公式戦3年ぶりの本塁打を放った。
2015年には、一般女性と結婚した。公式戦には112試合へ出場。打率こそ.245にとどまったが、一塁に走者がいる状況の代打起用で犠打を何度も成功させるなど、攻撃の随所で存在感を示した。
2016年には、監督へ就任した金本知憲が新人・若手野手を積極的に起用した影響で、シーズン初の出場選手登録が5月6日にまで持ち越された。6月17日の対福岡ソフトバンクホークス戦（甲子園）では、同点で迎えた9回裏二死から二塁走者・北條史也の代走に起用されると、次打者・福留孝介の左前安打による本塁突入でチームにサヨナラ勝利をもたらした。同月26日の対広島戦（MAZDA Zoom-Zoom スタジアム広島）では、試合の途中から左翼の守備に就いたが、同点の9回裏二死満塁から代打・松山竜平が左中間へ放った飛球を追って中堅手の中谷将大と交錯。その衝撃で中谷が落球したことから、チームはサヨナラ負けを喫した（記録上は中谷の失策）。交錯によって転倒した俊介は、自力で起き上がれなくなったため、試合終了後に外野グラウンドから担架で病院に搬送。その後の診察で右膝の打撲が判明したため、翌27日に登録を抹消された。8月31日に再登録。「7番・中堅手」としてスタメンで出場した9月30日の対巨人戦（甲子園）では、同点の9回裏一死満塁で迎えた打席で、一軍公式戦では初めてのサヨナラ犠飛を放った。
2017年には、開幕一軍入りを果たしながら、4月8日に出場選手登録を抹消。再び登録されたセ・パ交流戦では、5月30日に千葉ロッテマリーンズとの開幕戦（ZOZOマリンスタジアム）で3二塁打4打点を記録したことを皮切りに、スタメンでの起用やチームの勝利につながる安打が相次いだ。6月13日の対西武戦では、公式戦で自身3年ぶりの本塁打を、甲子園球場で初めて放っている。レギュラーシーズンの後半戦からは、左投手の先発が予告されている試合を中心に、「1番・中堅手」としてスタメン起用の機会が増加。8月6日の対東京ヤクルトスワローズ戦（京セラドーム大阪）では、第1打席から2打席続けて二塁打を放つなど、公式戦初の4打数4安打でチームの勝利に貢献した。公式戦全体では、74試合の出場ながら、打率.309、4本塁打、26打点、出塁率.340、長打率.461を記録。いずれもプロ入り後の自己最高記録で、この年にスイッチヒッターへ転向した大和とともに、中堅選手の打撃開眼を印象付けた。レギュラーシーズン中の8月3日付で国内FA権の取得要件を満たしたが、同じく国内FA権を取得した大和がシーズン終了後の権利行使によってDeNAへ移籍したのに対して、俊介は「阪神で日本一になりたい」との理由でFA権を行使せずチームへ残留することを秋季キャンプ中に表明。12月1日の契約交渉では、球団から初めて複数年契約を提示されたことを受けて、推定年俸5000万円（前年から2600万円増）の2年契約という条件で契約を更改した。
2018年には、公式戦の開幕を一軍でスタート。開幕当初は、髙山俊との併用策ながら中堅手としてスタメンに起用されていたが、前年と同じく極度の打撃不振に見舞われていた。5月には、1日の対DeNA戦に適時打でシーズン初打点を挙げたことを皮切りに、スタメンへ起用された試合で5試合連続安打を記録。それでも、左投手と対戦した打席で振るわなかったため、5月下旬からは二軍での調整を余儀なくされた。6月中旬に一軍へ復帰すると、7月1日のヤクルト戦でプロ初めて5番で起用され、本塁打を放った。9月2日の対DeNA戦（いずれも甲子園）では、スタメンからのフル出場で3安打と一軍公式戦自身初の1試合5打点を記録。次に出場した9月4日の対広島戦（マツダ）でも3安打を放ったことから、一軍公式戦で自身初の2試合連続猛打賞を記録した。一軍公式戦全体では87試合に出場したが、外野の守備でチームに大きく貢献する一方で、打率（.224）は前年から大幅にダウン。シーズン終了後の契約交渉では、翌2019年が2年契約の最終年に当たるにもかかわらず、推定年俸4000万円（前年から1000万円減）という条件で契約を更改した。
2019年には、新人外野手の近本光司が春季キャンプから一軍へ抜擢されたことなどを背景に、キャンプから二軍で調整。一軍への合流は、前半戦終了間際の7月6日にまで持ち越された。レギュラーシーズンでは、一軍公式戦6試合に出場しただけで、入団後初めてノーヒットに終わった。シーズン終了後に、推定年俸3200万円（前年から800万円減）という条件で契約を更改した。
2020年には、前年と同様に、春季キャンプからレギュラーシーズンの前半戦まで二軍での調整を余儀なくされていた。シーズンの前半には、ウエスタン・リーグ公式戦26試合に出場。打率.309を記録するなど成績が安定していたことから、シーズン中盤の9月1日に出場選手登録を果たした。9月9日の対DeNA戦（横浜）6回表に一軍公式戦2シーズン（732日ぶり）の安打を代打で記録したが、チーム事情との兼ね合いで同月19日に登録を抹消。そのまま二軍でシーズンを終えたため、一軍公式戦への出場は9試合、安打は前述の1本だけにとどまった。さらに、11月27日の契約交渉では、NPBの野球協約における減額制限（25%）を超える減俸を球団側から通告。結局、一軍年俸の最低保証額に相当する推定1600万円（1600万円減）という条件で契約を更改した。その一方で、2005年入団の岡崎太一が現役を引退したことによって、阪神に一貫して在籍している選手では最年長になった。
2021年には、近畿大学から入団した後輩の佐藤輝明（登録上のポジションは内野手）が外野手として一軍に抜擢されるなどのあおりを受ける格好で、春季キャンプから二軍生活に終始。ウエスタン・リーグの公式戦でも、前年までとは一転して代打や指名打者に起用されることが多く、守備に就く機会が減少していた。本人曰く「2年ほど前から右肩が痛く、『自分の中で守備を抜かしてしまうと、野球じゃないな』と実感した」とのことで、一軍に昇格しないまま、9月16日に同年限りでの現役引退を発表。引退記者会見では、本拠地（甲子園球場や阪神鳴尾浜球場）のグラウンド整備を担う阪神園芸のグラウンドキーパーに感謝の意を示す一方で、「一軍昇格へのきっかけを（俊介に）作ってくれた」という原口文仁捕手や、広陵高校での先輩に当たる新井良太打撃コーチが一軍から会見場へ急遽駆け付けた。球団では、この発表やファームチームの3年ぶりウエスタン・リーグ優勝決定（9月24日）を受けて、翌25日に組まれていたオリックス・バファローズとの同リーグ公式戦の会場を鳴尾浜球場から甲子園球場へ変更したうえで、桑原謙太朗投手（同月20日に引退を表明）との合同引退試合として開催。1番打者としてスタメンで起用された俊介は、3回表まで左翼・4回表から6回表まで右翼・7回表から中堅を守ったほか、延長10回裏に迎えた現役最後の打席で左中間に安打を放った。実際には二塁を狙った末のタッチアウトで12年間の現役生活に幕を下ろしたものの、試合後に臨んだ引退セレモニーで「今は（現役生活に）悔いはありません」と明言したほか、セレモニーの後にはチームメイトから（入団当初の背番号と同じ数の）7回にわたって胴上げされた。なお、制度上は12月2日付で、桑原と共に自由契約選手としてNPBから公示。

### 現役引退後
2021年12月1日付で、「レッドスターベースボールクラブ」（阪神の外野手だった赤星憲広がオーナーを務める少年野球チーム）の野手総合兼外野守備走塁コーチへ就任した。阪神球団にも引き続き籍を置いていて、2022年1月1日付で事業本部の振興部へ配属されることを機に、「タイガースアカデミー　ベースボールスクール」のコーチを兼務する。
2024年10月21日、2025年シーズンより2軍野手コーチに就任することが発表された。背番号は79。

## 選手としての特徴・人物
高校時代に内・外野を守った経験があるユーティリティープレイヤー。50 m走5秒96の俊足で、外野の守備範囲も広かった。
阪神1年目の2010年には、当時クローザーとして君臨していた藤川球児投手と区別すべく、スコアボードや報道などで藤川俊と表記されていた（藤川球児#人物・エピソード参照）。翌2011年から現役を引退するまで、藤川球児が阪神以外の球団へ在籍していた時期（2013 - 2015年）を含めて、「俊介」という登録名を使用。
阪神では実働11年間で一軍公式戦849試合に出場していたが、途中から出場した試合が540試合を占めていて、現役を引退した2021年シーズンの終了時点では球団歴代4位の記録に相当するという。このように代走や外野の守備要員として重宝されていた一方で、一軍の正外野手へ定着するまでには至らなかったものの、阪神一筋で12年間のプロ野球生活を全うしたことが球団のフロントから高く評価されている。現役引退を表明した時点で球団の副社長を務めている谷本修は、2017年のシーズン終了後に球団本部長として最初に携わった仕事が（当時国内FA権を行使する意向を表明していた）俊介への残留交渉であったことから、「『（交渉の末に）残留へ至ったことがすごく嬉しかった』という記憶が鮮明に残っているので、引退後も何らかの形（ポスト）で俊介に報いたい」との意向を示していた。引退後の2022年からは、球団の事業本部振興部員として、同部が運営する「タイガースアカデミー　ベースボールスクール」で小・中学生の指導を任されている。

## 詳細情報

### 年度別打撃成績
| 年 度      | 球 団      | 試 合 | 打 席 | 打 数 | 得 点 | 安 打 | 二 塁 打 | 三 塁 打 | 本 塁 打 | 塁 打 | 打 点 | 盗 塁 | 盗 塁 死 | 犠 打 | 犠 飛 | 四 球 | 敬 遠 | 死 球 | 三 振 | 併 殺 打 | 打 率 | 出 塁 率 | 長 打 率 | O P S |
| ---------- | ---------- | ----- | ----- | ----- | ----- | ----- | -------- | -------- | -------- | ----- | ----- | ----- | -------- | ----- | ----- | ----- | ----- | ----- | ----- | -------- | ----- | -------- | -------- | ----- |
| 2010       | 阪神       | 124   | 183   | 161   | 32    | 41    | 12       | 2        | 1        | 60    | 10    | 5     | 1        | 13    | 0     | 9     | 3     | 0     | 32    | 2        | .255  | .294     | .373     | .667  |
| 2011       | 阪神       | 108   | 205   | 190   | 20    | 46    | 6        | 2        | 1        | 59    | 9     | 5     | 3        | 6     | 0     | 9     | 0     | 0     | 28    | 2        | .242  | .276     | .311     | .587  |
| 2012       | 阪神       | 82    | 74    | 65    | 10    | 12    | 0        | 0        | 0        | 12    | 4     | 1     | 1        | 6     | 1     | 2     | 0     | 0     | 14    | 1        | .185  | .206     | .185     | .391  |
| 2013       | 阪神       | 119   | 216   | 192   | 30    | 56    | 7        | 2        | 0        | 67    | 9     | 8     | 5        | 16    | 0     | 8     | 0     | 0     | 19    | 2        | .292  | .320     | .349     | .669  |
| 2014       | 阪神       | 87    | 119   | 102   | 13    | 21    | 4        | 0        | 1        | 28    | 6     | 2     | 1        | 6     | 0     | 10    | 1     | 1     | 12    | 3        | .206  | .283     | .275     | .558  |
| 2015       | 阪神       | 112   | 126   | 102   | 21    | 25    | 5        | 0        | 0        | 30    | 2     | 3     | 3        | 13    | 0     | 9     | 0     | 2     | 20    | 2        | .245  | .319     | .294     | .613  |
| 2016       | 阪神       | 41    | 56    | 43    | 4     | 8     | 2        | 0        | 0        | 10    | 2     | 2     | 1        | 3     | 1     | 9     | 0     | 0     | 12    | 1        | .186  | .321     | .233     | .554  |
| 2017       | 阪神       | 74    | 202   | 191   | 26    | 59    | 15       | 1        | 4        | 88    | 23    | 1     | 0        | 2     | 0     | 9     | 0     | 0     | 33    | 1        | .309  | .340     | .461     | .801  |
| 2018       | 阪神       | 87    | 200   | 183   | 25    | 41    | 5        | 1        | 2        | 54    | 21    | 1     | 0        | 6     | 0     | 11    | 0     | 0     | 29    | 4        | .224  | .268     | .295     | .563  |
| 2019       | 阪神       | 6     | 6     | 6     | 0     | 0     | 0        | 0        | 0        | 0     | 0     | 0     | 0        | 0     | 0     | 0     | 0     | 0     | 1     | 0        | .000  | .000     | .000     | .000  |
| 2020       | 阪神       | 9     | 8     | 8     | 0     | 1     | 0        | 0        | 0        | 1     | 0     | 0     | 1        | 0     | 0     | 0     | 0     | 0     | 2     | 0        | .125  | .125     | .125     | .250  |
| 通算：11年 | 通算：11年 | 849   | 1395  | 1243  | 181   | 310   | 56       | 8        | 9        | 409   | 86    | 28    | 16       | 71    | 2     | 76    | 4     | 3     | 202   | 18       | .249  | .294     | .329     | .623  |

### 年度別守備成績
| 年 度 | 球 団 | 外野  | 外野  | 外野  | 外野  | 外野  | 外野     |
| 年 度 | 球 団 | 試 合 | 刺 殺 | 補 殺 | 失 策 | 併 殺 | 守 備 率 |
| ----- | ----- | ----- | ----- | ----- | ----- | ----- | -------- |
| 2010  | 阪神  | 118   | 112   | 3     | 0     | 0     | 1.000    |
| 2011  | 阪神  | 105   | 82    | 3     | 1     | 1     | .988     |
| 2012  | 阪神  | 66    | 40    | 2     | 0     | 0     | 1.000    |
| 2013  | 阪神  | 104   | 103   | 1     | 0     | 0     | 1.000    |
| 2014  | 阪神  | 76    | 70    | 0     | 1     | 0     | .986     |
| 2015  | 阪神  | 83    | 71    | 2     | 1     | 2     | .986     |
| 2016  | 阪神  | 27    | 71    | 0     | 0     | 0     | 1.000    |
| 2017  | 阪神  | 60    | 72    | 2     | 0     | 0     | 1.000    |
| 2018  | 阪神  | 77    | 89    | 2     | 1     | 1     | .989     |
| 2019  | 阪神  | 3     | 0     | 0     | 0     | 0     | ----     |
| 2020  | 阪神  | 4     | 1     | 0     | 0     | 0     | 1.000    |
| 通算  | 通算  | 725   | 667   | 15    | 4     | 4     | .994     |

- 各年度の太字はリーグ最高

### 表彰
- サンスポMVP特別賞（2017年）[51]

### 記録
初記録
- 初出場：2010年3月26日、対横浜ベイスターズ1回戦（京セラドーム大阪）、9回表に右翼手で出場
- 初打席：2010年3月30日、対広島東洋カープ1回戦（MAZDA Zoom-Zoom スタジアム広島）、9回表に永川勝浩の前に見逃し三振
- 初先発出場：2010年4月9日、対東京ヤクルトスワローズ1回戦（阪神甲子園球場）、8番・右翼手で先発出場
- 初安打：2010年5月2日、対読売ジャイアンツ9回戦（阪神甲子園球場）、7回裏に山口鉄也から左中間三塁打
- 初打点：2010年5月4日、対中日ドラゴンズ8回戦（ナゴヤドーム）、2回表に吉見一起から左翼線適時二塁打
- 初盗塁：2010年5月18日、対福岡ソフトバンクホークス1回戦（福岡Yahoo! JAPANドーム）、3回表に二盗（投手：小椋真介、捕手：山崎勝己）
- 初本塁打：2010年8月17日、対横浜ベイスターズ13回戦（長野オリンピックスタジアム）、9回表に山口俊から左越3ラン

### 背番号
- 7（2010年 - 2012年）
- 68（2013年 - 2021年）
- 79（2025年 - ）

### 登録名
- 藤川 俊介（ふじかわ しゅんすけ、2010年）
- 俊介（しゅんすけ、2011年 - 2021年、2025年 - ）

### 登場曲
- 『Lovers Again』EXILE（2010年 - 2012年）
- 『Continue』SEAMO（2013年 - 2021年）